# Ogulnius agnoscus
Ogulnius agnoscus är en spindelart som beskrevs av Embrik Strand 1918. Ogulnius agnoscus ingår i släktet Ogulnius och familjen strålspindlar. Inga underarter finns listade i Catalogue of Life.